# Malšovice
Malšovice (německy Malschwitz) jsou obec v okrese Děčín v Ústeckém kraji. Žije v ní přibližně 1 000 obyvatel.

## Historie
První písemná zmínka o obci pochází z roku 1543. První záznam místního jména w Malssowizích je z roku 1515. Jméno je odvozeno od osobního jména Maleš.

## Obyvatelstvo
Při sčítání lidu v roce 1921 ve vsi žilo 314 obyvatel (z toho 147 mužů), z nichž bylo deset Čechoslováků a 304 Němců. Kromě jednoho člověka bez vyznání byli římskými katolíky. Podle sčítání lidu z roku 1930 měla vesnice 314 obyvatel: 23 Čechoslováků a 291 Němců. Většina se hlásila k římskokatolické církvi, ale jeden člověk byl evangelíků a 34 lidí bylo bez vyznání.
|                                                                                      | 1869 | 1880 | 1890 | 1900 | 1910 | 1921 | 1930 | 1950 | 1961 | 1970 | 1980 | 1991 | 2001 | 2011 |
| ------------------------------------------------------------------------------------ | ---- | ---- | ---- | ---- | ---- | ---- | ---- | ---- | ---- | ---- | ---- | ---- | ---- | ---- |
| Obyvatelé                                                                            | 179  | 186  | 168  | 191  | 183  | 314  | 314  | 260  | 295  | 341  | 403  | 362  | 360  | 434  |
| Domy                                                                                 | 26   | 27   | 28   | 28   | 32   | 46   | 49   | 58   | 119  | 57   | 74   | 73   | 77   | 105  |
| Data z roku 1961 zahrnují domy místních částí Choratice, Nová Bohyně a Stará Bohyně. |      |      |      |      |      |      |      |      |      |      |      |      |      |      |

## Části obce
- Malšovice
- Borek
- Hliněná
- Choratice
- Javory
- Nová Bohyně
- Stará Bohyně

## Další fotografie

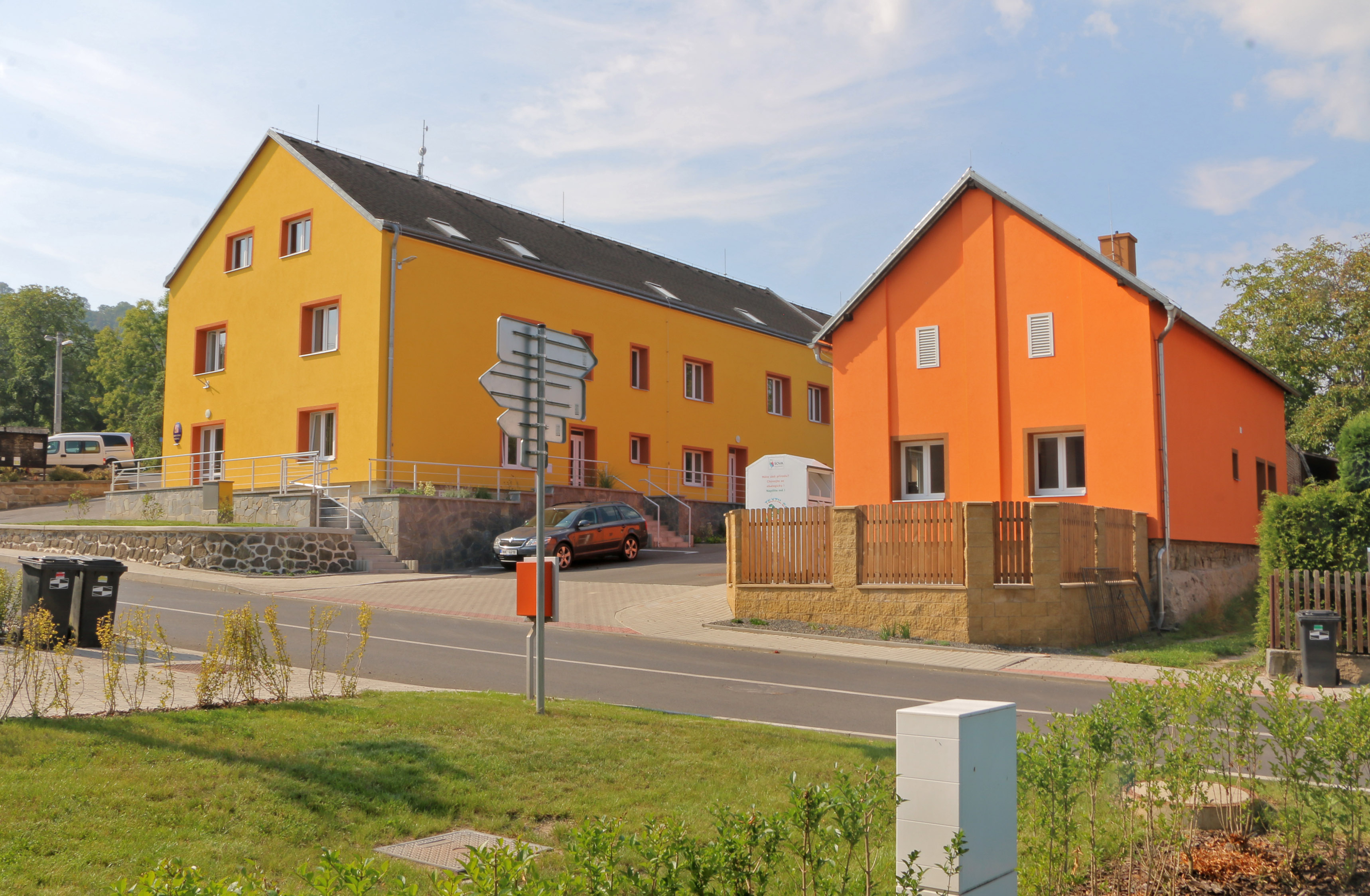
Obecní úřad
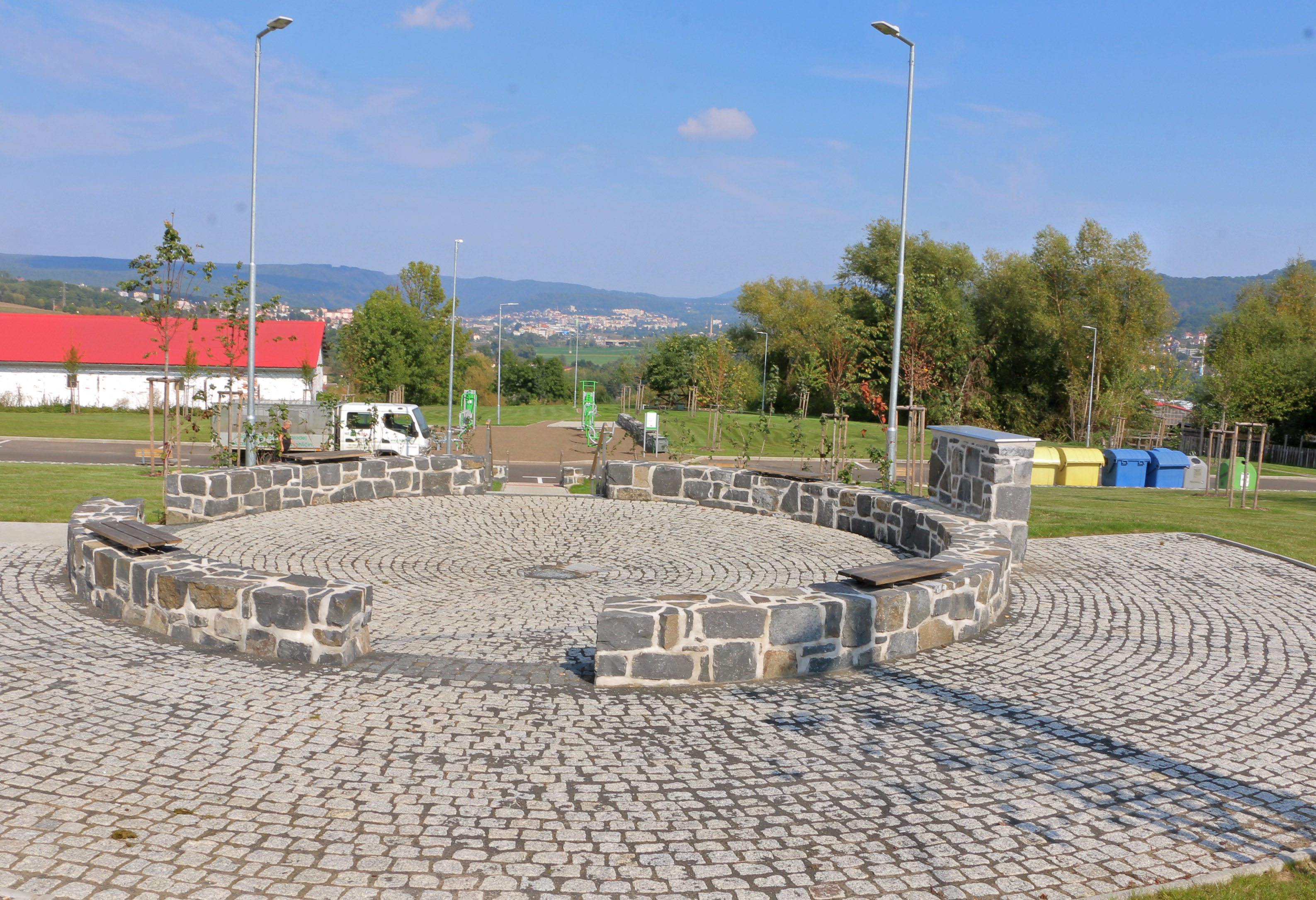
Kamenný park
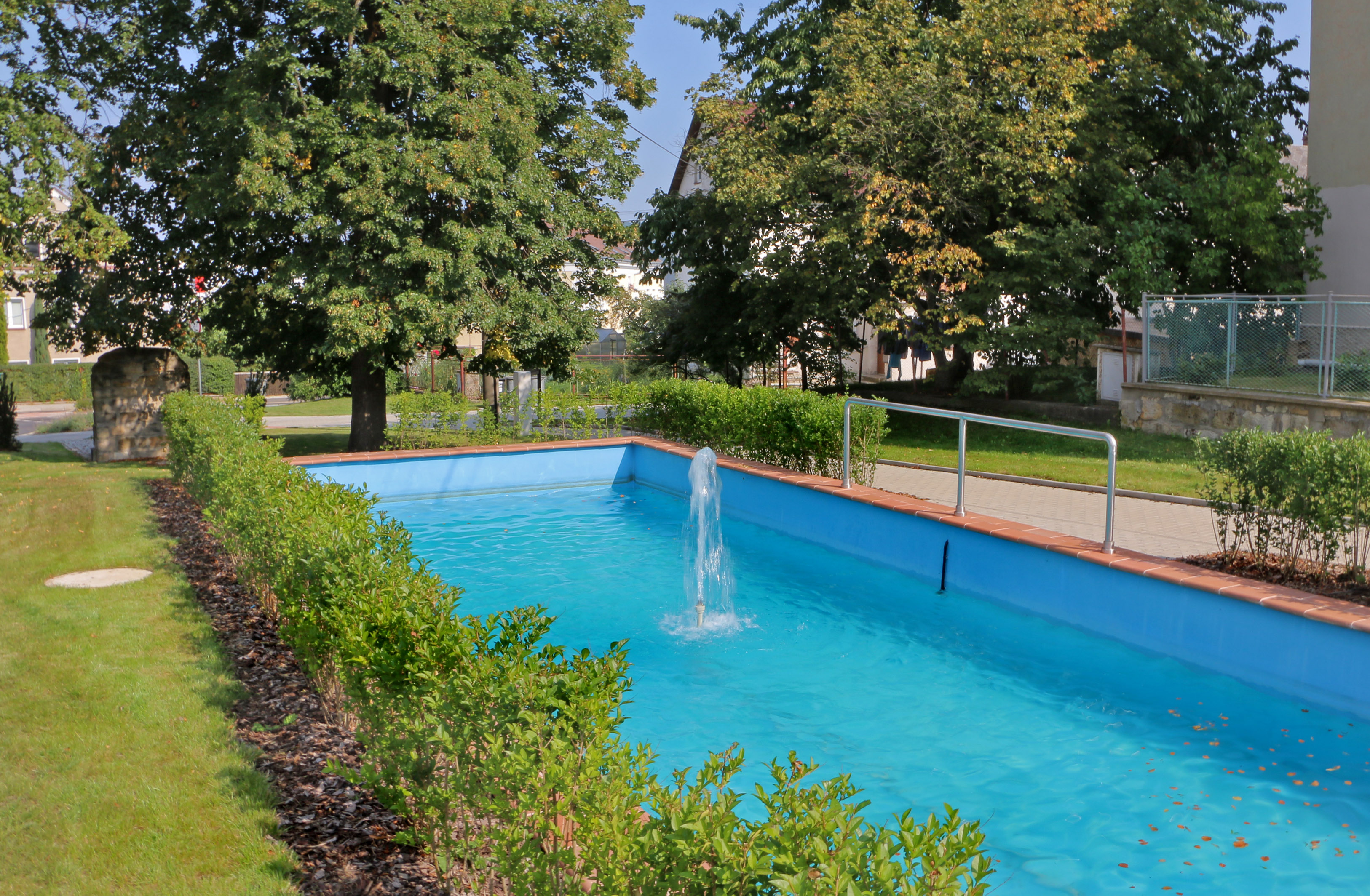
Nádrž s vodotryskem na návsi